# Борисоглебовка
Борисоглебовка — село в Фёдоровском районе Саратовской области, административный центр и до 19 марта 2022 года единственный населённый пункт сельского поселения Борисоглебовского муниципального образования (сельского поселения).
С 19 марта 2022 года включено в Семёновское муниципальное образование объединено с Семёновским муниципальным образованием
Население — 568 (2021)

## История
Основана в 1840 году государственными крестьянами-переселенцами из Борисоглебского уезда Тамбовской губернии на почтовом тракте из Новоузенска в Саратов. В 1859 году в поселении насчитывалось 100 домохозяйств, 303 мужчины и 310 женщин. В 1863 году построена церковь. В 1866 году открыто церковно-приходское попечительство в 1870 году начала работу земско-общественная начальная школа, а к началу 1880-х годов — воскресная школа. В 1881 году в селе проживали 1233 человека, большая часть населения придерживалась православия, также проживали молокане. Село относилось к Козловской волости Новоузенского уезда Самарской губернии, затем включено в состав Алексашкинской волости того же уезда.
В 1887 году на противоположном левом берегу Малого Узеня была основана деревня Ново-Борисоглебовка (Новоборисоглебовка) — современная южная часть села. В 1894 году в Борисоглебовке вместо деревянной была построена новая каменная церковь, при которой к началу 1895 года открылась смешанная церковно-приходская школа грамоты.
В 1910 году в Борисоглебовке в 320 домохозяйствах проживали 992 мужчины и 1052 женщины (русские, православные, а также баптисты и молокане). В селе работали церковь и земская школа, ссудно-сберегательное товарищество, земская станция, восемь ветряных мельниц, по воскресеньям проводились базары. Удобной земли имелось 8930 десятин, неудобной — 3152
В 1918 выделена самостоятельная Борисоглебская волость, в 1920 году включённая в состав Дергачёвского уезда Саратовской губернии.
В советские годы Борисоглебовка и Ново-Борисоглебовка были объединены в одно село, которое являлось административным центром одноимённого сельсовета и центральной усадьбой совхоза «Борисоглебский». В период Великой Отечественной войны погибли 135 жителей села. По состоянию на 1939 год село относилось к Ершовскому району Саратовской области. Не позднее 1972 года передано в состав Фёдоровского района. В 1987 года местная школа была преобразована в среднюю.

## Физико-географическая характеристика
Село расположено в Низком Заволжье, в пределах Сыртовой равнины, относящейся к Восточно-Европейской равнине, на реке Малый Узень, на высоте около 50-60 метров над уровнем моря. Рельеф местности равнинный, слабохолмистый. Почвы тёмно-каштановые солонцеватые и солончаковые.
По автомобильным дорогам расстояние до районного центра рабочего посёлка Мокроус — 33 км, до областного центра города Саратов — 150 км.
Часовой пояс
Борисоглебовка, как и вся Саратовская область, находится в часовой зоне МСК+1. Смещение применяемого времени относительно UTC составляет +4:00.

## Население
Динамика численности населения
| 1859 | 1881 | 1890 | 1910 | 1987 | 2002 |
| ---- | ---- | ---- | ---- | ---- | ---- |
| 613  | 1233 | 1265 | 2044 | ≈800 | 818  |

| 2002 | 2010 | 2012 | 2013 | 2014 | 2015 | 2016 |
| ---- | ---- | ---- | ---- | ---- | ---- | ---- |
| 819  | ↘701 | ↘666 | ↘642 | ↘639 | ↗646 | ↘623 |
| 2017 | 2018 | 2019 | 2020 | 2021 |      |      |
| ↗630 | ↘585 | ↘576 | ↗577 | ↘568 |      |      |